# Fageda d'en Jordà
Pour les articles homonymes, voir Jorda.

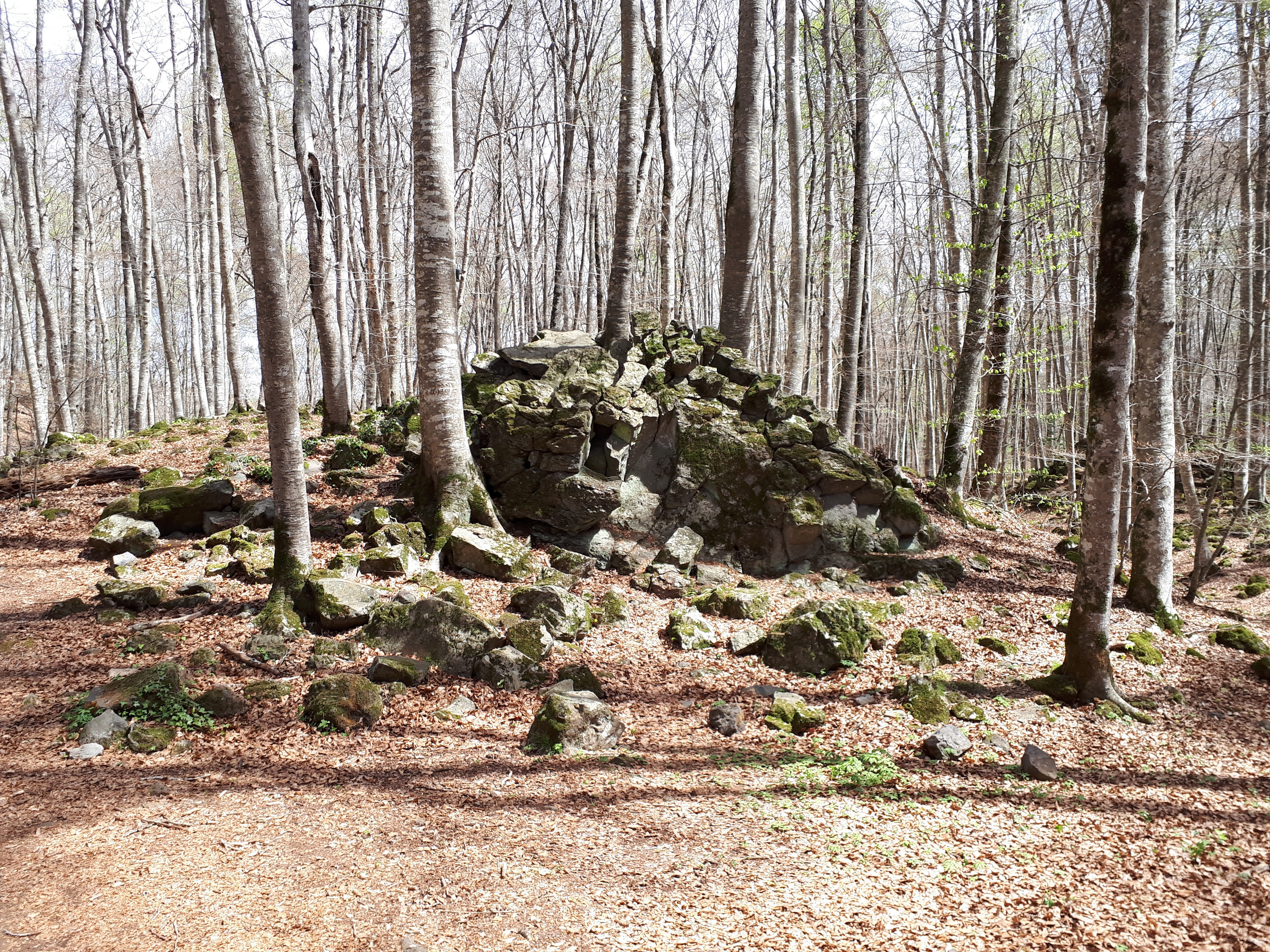
Ces monticules se sont formés lorsque la lave en fusion qui s'est écoulée du volcan Croscat il y a environ 14 000 ans s'est déposée sur les étendues d'eau de la région. L'eau chauffée a émis des "bombes" de vapeur d'eau. Celles-ci sont rapidement remontées à la surface et ont percé la lave en cours de solidification. Il en est résulté des monticules de fragments de lave connus sous le nom de « tossols ».

La Fageda d'en Jordà est un bois de hêtres exceptionnel en ce qu'il se développe sur un terrain plat recouvrant une coulée de lave provenant du volcan du Croscat, laquelle donne un relief accidenté, avec d'abondantes proéminences très caractéristiques pouvant atteindre plus de 20 m de hauteur et ayant l'appellation locale de tossols.

## Présentation
Cette hêtraie appartient au Parc naturel de la Zone volcanique de la Garrotxa.
Elle se trouve dans la comarque de la Garrotxa, entre le col de can Batlle, Sant Miquel de Sacot (église romane du XIe siècle), le plateau de Sacot et le col de Bassols sur le flanc sud-ouest du volcan de Santa Margarida.

### Source
- (ca) Cet article est partiellement ou en totalité issu de l’article de Wikipédia en catalan intitulé « Fageda d'en Jordà » (voir la liste des auteurs).